# Bokujou Monogatari: Youkoso Kaze no Bazaar e
Bokujō Monogatari: Yōkoso! Kaze no Bazaar e (牧場物語　ようこそ！風のバザールへ) é um jogo lançado em 2008 pela Marvelous Interactive Inc. no Japão. É o décimo-nono jogo da série Harvest Moon e o quinto para Nintendo DS.
O jogo conta com várias inovações, como o bazar e novas ações, como pular e quebrar o gelo, por exemplo; e também vários minigames, como pescaria, corridas de cavalo e outros.
No início do jogo, pode-se escolher o sexo da personagem, que mora numa cidade chamada Zephyer Town (そよ風タウン).

## A cidade e o bazar
A cidade tem três moinhos de vento. Cada um produz diferentes bens, quando se coloca os ingredientes neles. A velocidade de produção desses produtos é diretamente proporcional à velocidade do vento do dia.
Toda semana na cidade há o bazar, onde as pessoa colocam itens a venda. O jogador pode participar do bazar vendendo os produtos que ele cultivou, encontrou ou produziu; e no fim do dia, os resultados do bazar são devidamente registrados por Felix, o prefeito da cidade.

## Pretendentes
Sherry, Filha de Felix, o prefeito da cidade, ama muito todos os habitantes da vila e sempre procura ajudar a todos; quando o nível do bazar chegar a 25%, ela abre uma banca de sementes de árvores. É habilitada para casar.
Felix, Pai de Sherry e prefeito da cidade, desde quando sua mulher morreu, logo depois de Sherry nascer, ficou superprotetor com sua filha. Tem uma banca que vende artigos de fazenda e chocolate.